# Antonio Pizzinato
Antonio Pizzinato (Caneva, 8 ottobre 1932) è un sindacalista e politico italiano.
È stato segretario generale della CGIL dal 11 marzo 1986 al 29 novembre 1988, deputato alla Camera e senatore della Repubblica.

## Biografia
Nato l'8 ottobre 1932 a Fiaschetti di Caneva, comune della provincia di Pordenone (Friuli-Venezia Giulia), in una famiglia contadina, primogenito di sette figli, iniziò presto a lavorare come garzone e, ancora adolescente, nel 1947 si trasferisce a Milano, dove svolse il suo apprendistato presso le officine Fratelli Borletti. Nello stesso anno s'iscrisse alla Confederazione Generale Italiana del Lavoro (CGIL) e successivamente al Partito Comunista Italiano dal quale, alla fine degli anni cinquanta, fu inviato a frequentare corsi universitari di economia e sociologia a Mosca.
Tornato in Italia, nel 1964, andò a dirigere la sezione della Federazione Impiegati Operai Metallurgici (FIOM) della CGIL di Sesto San Giovanni e, successivamente, della FIOM e della Camera del Lavoro di Milano . La sua carriera all'interno del più grande sindacato italiano culminò nella nomina a segretario nazionale nel 1984 e a segretario generale, dopo la lunga segreteria di Luciano Lama, dal 1986 al 1988 , quando fu sostituito da Bruno Trentin; nel 1991 uscì definitivamente dall'organizzazione sindacale.
Alle elezioni politiche del 1992 viene candidato alla Camera dei deputati, tra le liste del PDS nella circoscrizione Milano-Pavia, venendo eletto per la prima volta deputato. Nella XI legislatura della Repubblica è stato componente della 11ª Commissione Lavoro pubblico e privato e membro del consiglio direttivo del gruppo parlamentare del PDS alla Camera.
Alle elezioni comunali in Lombardia del 1994 si candida al consiglio comunale di Sesto San Giovanni, tra le liste del PDS a sostegno del candidato sindaco appoggiato da Rifondazione Comunista Filippo Penati, venendo eletto consigliere comunale e ricoprendo l'incarico di capogruppo del PDS nella città.
Alle elezioni politiche del 1996 viene candidato al Senato della Repubblica, sempre con il PDS, dove fu confermato nelle successive elezioni del 2001.
Sottosegretario al Lavoro nel primo governo Prodi , nel 2005 è stato vicepresidente della Commissione parlamentare d'inchiesta sugli infortuni sul lavoro . Al IV Congresso dei Democratici di Sinistra ha aderito alla mozione Mussi, contraria all'ingresso nel Partito Democratico. Partecipa alla fondazione di SEL - Sinistra Ecologia Libertà - e al primo congresso è eletto alla presidenza del comitato nazionale di garanzia.
Attualmente è presidente regionale onorario dell'Associazione Nazionale Partigiani d'Italia (ANPI) della Lombardia.

## Scritti
- La nuova contrattazione nel terziario: il caso degli accordi nella grande distribuzione commerciale, Roma, Ediesse, 1985.
- Costruire una nuova classe lavoratrice, in Cambiare in Italia. Il Pci al suo 17º Congresso, di Alessandro Natta e altri, pp. 61–71, Roma, Editori Riuniti, 1986.
- Ogni anno un Maggio nuovo: il centenario del primo Maggio, Milano, Fondazione Giangiacomo Feltrinelli, 1988.
- Filo diretto dal Parlamento 1996-2000: diritti sociali e di cittadinanza nel rapporto con i cittadini, Milano, ComEdit 2000, 2000. ISBN 88-86751-22-2
- Dal territorio al Parlamento: dieci anni di vita tra società e istituzioni, prefazione di Giovanni Berlinguer, Milano, Comedit 2000, 2005. ISBN 88-86751-32-X
- La fabbrica e la salute: lotte operaie e contrattazione a partire da Sesto San Giovanni nei 100 anni della CGIL, coautore Giancarlo Pelucchi, Roma, Ediesse, 2006. ISBN 978-88-230-1164-9
- Viaggio al centro del lavoro: rifondare il sindacato, difendere i diritti per cambiare l'Italia senza ritorni al passato, coautori Saverio Paffumi e altri, Roma, Ediesse, 2012. ISBN 978-88-230-1723-8